# Volea-Bartativska, Horodok
Volea-Bartativska (în ucraineană Воля-Бартатівська) este un sat în comuna Bartativ din raionul Horodok, regiunea Liov, Ucraina.

## Demografie
Componența lingvistică a localității Volea-Bartativska
     Ucraineană (100%)
Conform recensământului din 2001, toată populația localității Volea-Bartativska era vorbitoare de ucraineană (100%).